# Maria Stenkula
Helena Maria Stenkula, född 22 juli 1842 i Helsingborgs Maria församling, död 8 februari 1932 i Örkelljunga församling i Kristianstads län, var en svensk skolledare. Hon var grundare och föreståndare för Malmö högre läroverk för flickor 1874–1899. Stenkula var innehavare av en privatskola i Örkelljunga 1900–1917.

## Biografi
Maria Stenkula var dotter till fältläkaren med.dr Zacharias Fredrik Agathon Stenkula och Hedvig Margareta Maria Borg samt syster till Anders Oskar Stenkula, men hon växte upp hos sin morfar, som var kyrkoherde i Farhult.   
Hon gick i skola i Helsingborg. Efter att ha varit elev vid Statens normalskola för flickor i Stockholm 1866–1867 avlade Stenkula examen vid Högre lärarinneseminariet 1870.
Stenkula grundade 1874 tillsammans med sin klasskamrat Elin Lunnerquist Maria Stenkulas skola i Malmö (från 1883 Fröken Maria Stenkulas högre elementarskola för flickor, från 1884 Malmö högre läroverk för flickor) samt var lärare och föreståndare där 1874–1899. 
Maria Stenkula var troende och betraktade sitt yrke som lärare som ett kall. 1866 års flickskolekommission menade att flickskolorna borde ha som mål att bilda kvinnorna inför ett yrkesliv och inte ligga samhället till last, och vid samma tid började också en del yrken öppnas för kvinnor.
Maria Stenkulas skola har ibland kallats Malmös första flickskola, men den första flickskolan i Malmö var i själva verket Caroline Kléens skola (1850–1870), och ytterligare tre skolor, Clara Regnells skola (1875–1896), Tekla Åbergs högre läroverk för flickor (1857–1940) och Anna och Eva Bundts skola för flickor (1887–1940) var verksamma som konkurrenter under Stenkulas verksamhetstid. Maria Stenkulas skola hade dock stort anseende på sin tid för sin disciplin och höga nivå. År 1883 omvandlades skolan till ett bolag med Stenkula som föreståndare. Den hade då en treårig förberedande skola och en åttaårig elementarskola med ett elevantal på 200–300. Stenkula själv undervisade i tyska och kyrkohistoria. Tyngdpunkten låg på humanistiska ämnen som modersmål, franska, tyska och engelska språken. Hon införde imitativ metod vid språkundervisningen och i sångundervisningen utveckling av rösten, huslig ekonomi, daglig gymnastik och fria lekar, hälsolära, inrättande av skolbibliotek och skolresor.
Stenkulas skola i Örkelljunga var en privatskola för sju–tio elever från förmögna familjer. Denna skola anses som en föregångare till den senare inrättade högre folkskolan och kommunala mellanskolan i Örkelljunga. 
Maria Stenkulas Malmö högre läroverk för flickor förenades år 1940 med stadens övriga flickskolor: Tekla Åbergs högre läroverk för flickor från 1857, och Anna och Eva Bundts skola för flickor från 1887, till Malmö kommunala flickskola.